# Notoreas insignis
Notoreas insignis là một loài bướm đêm trong họ Geometridae.